# Murray River (Isla del Príncipe Eduardo)
Murray River es un municipio rural canadiense situado en la provincia de Isla del Príncipe Eduardo.

## Superficie
Murray River tiene una superficie de 1,54 km².

## Demografía
En 2021, tenía 337 habitantes, una densidad poblacional de 218,5 hab./km², y 182 viviendas.